# 4307 Cherepashchuk
4307 Cherepashchuk este un asteroid din centura principală, descoperit pe 26 octombrie 1976 de Tamara Smirnova.